# Pleurosicya coerulea
Pleurosicya coerulea és una espècie de peix de la família dels gòbids i de l'ordre dels cipriniformes que es troba des de Kiribati fins a les Illes Ryukyu, l'est de l'Índic i el nord de la Gran Barrera de Corall.